# EUPOL Afghanistan
EUPOL Afghanistan (Missió de Policia de la Unió Europea a l'Afganistan) és una missió de la Unió Europea de suport i entrenament per a la policia de l'Afganistan. També té com a objectiu millorar l'estat de dret en aquest país assolat per la guerra.

## Origen
EUPOL Afghanistan forma part del Servei Europeu d'Acció Exterior de la Unió Europea. Va ser creada per ajudar a superar les greus deficiències de la policia local després dels diversos conflictes. La millora de la seguretat en general és un dels eixos principals esforços de la comunitat internacional d'assistència per a la reconstrucció de l'Afganistan. La policia afganesa, després de diverses guerres, tenia seriosos problemes de formació, organització i corrupció. Les forces de seguretat també són un objectiu important per als terroristes.

## Activitats
EUPOL no manté la llei i l'ordre. La força recolza i entrena la policia local, el fiscal i altres especialistes del Ministeri de l'Interior. La força fins i tot ha participat en la creació d'una sèrie de televisió de la policia local, "Comissari Amanullah", que permet arribar al públic, on els nivells d'alfabetització segueixen sent baixos.
EUPOL Afganistan també ha creat una acadèmia de policia, que ofereix una àmplia gamma de cursos. A partir de setembre de 2012, més de 4.000 agents de policia afganesos van participar en les sessions de formació. La responsabilitat de la formació a poc a poc s'ha transferit a instructors afganesos.
El mes de juliol de 2015, la missió comptava amb fins a 190 experts de 23 estats membres. Al voltant de dos terços provenen de la força policial i l'últim terç del poder judicial. Al febrer de 2015 fou nomenada cap de la missió la finlandesa Pia Stjernvall. El seu adjunt és l'estonià Tarmo Miilits.

## Història
EUPOL Afghanistan es va iniciar el juny de 2007 com a resultat del treball de l'Oficina de Projectes de la policia alemanya. El maig de 2010, el mandat de la missió es va ampliar fins al maig de 2013 pel Consell de la Unió Europea; al novembre de 2012 es va ampliar 18 mesos. El desembre de 2014 el mandat fou perllongat fins a finals de 2016. La missió va concloure en setembre de 2017.